# Uddjaure
Uddjaure ist ein großer See in der nordschwedischen Provinz Norrbottens län. 
Mit einer Fläche von 249 km² ist er der zehntgrößte See Schwedens. Nördlich des Uddjaure liegt der See Hornavan. Beide Seen werden vom Fluss Skellefte älv durchflossen. Zwischen beiden Seen liegt der Hauptort der Region - Arjeplog. Der See liegt auf einer Höhe von 420 m.